# 特打
特打（とくうち）は、ソースネクストのタイピングソフト。1997年にシリーズ第一作である「特打1」が発売された。
キーボードの絵を使わない外観と音声ガイドを採用した「特打メソッド(同社特許)」を搭載し、効率のよいタイピング練習ができるようになっている。
タイピングを射撃ゲームに置き換えた「特打」をはじめ、ゲーム性を除いたもの、スポーツ選手や人気アニメのキャラクターを使ったものなどがある。また、タイピングのほかにMicrosoft Office等の操作を扱った学習ソフト「特打式」シリーズや、前述の特打メソッドを採用してタイピングをしながら英単語を学習できる「特単」シリーズも発売されており、本稿ではそれらについても記述する。
シリーズ販売本数は630万本である。ビジネスコンピュータニュースが主催するBCN AWARD 2005最優秀賞を受賞した。ムエタイ選手が登場するテレビCMも有名。

## 商品一覧

### 「特打」シリーズ

#### 発売中
- 特打[1]
- スーパー特打メソッド
- 特打PLUS[2]
- 特打小学生
- 特打CLASSIC[3]
- 特打コップ ENGLISH version
- 特打ヒーローズ 名探偵コナン
- 特打フリック（スマホアプリ）

#### 販売終了
- 特打1[4]
- 特打2[4]
- 特打 倍速かな伝説[4]
- 特打 ENGLISH version[4]
- 特打 宿命のタイプ対決（コンビニ限定）
- e特打
- 特打 対決！ネットランキング（コンビニ限定）
- 特打Me
- 特打コップ
- 特打マウス
- 特打小学生 タッチタイピングで地球を救え
- 特打 biz.
- 特打 ボブ・サップ スペシャル
- 特打ファンタジー くまのプーさん
- 特打ヒーローズ K-1タイピング
- 特打ヒーローズ 宇宙戦艦ヤマト
- 特打ヒーローズ K-1タイピング WORLD GRAND PRIX
- 特打 阪神タイガース「爆勝」2003年度版
- 特打 阪神タイガース「爆勝」特別版
- 特打 読売ジャイアンツ「連覇」応援特別版

### 「特打式」シリーズ
「特打」シリーズのキャラクター達がストーリー仕立てで分かりやすく教えてくれる学習ソフト。実際のOfficeを使って実践することができる。

#### 発売中
- 特打式 Excel編
- 特打式 Excel編 Professional
- 特打式 Word編
- 特打式 PowerPoint編
- 特打式 速読

Excel編の2つとWord編、PowerPoint編をまとめた4本パックとExcel編の2つとWord編をまとめた3本パックもある。

#### 販売終了
- 特打式 パソコン入門 Excel基礎編
- 特打式 パソコン入門 Excel実践編
- 特打式 パソコン入門 Excel関数編
- 特打式 パソコン入門 Excel裏ワザ編
- 特打式 パソコン入門 Word編
- 特打式 パソコン入門 PowerPoint編
- 特打式 パソコン入門 メール・インターネット編

### 「特単」シリーズ
「特打」シリーズと同様のメソッドを採用し、タイピングをしながら英単語を覚えていく学習ソフト。多数の製品が販売されている為、個々の詳細な製品名は記載しない。

#### 発売中
- 特単 最短攻略 シリーズ
- 特単 英語208 シリーズ
- 特単 英文Eメール シリーズ

#### 販売終了
- 特単 シリーズ
- 特単 SE シリーズ
- 特単 SPEAKING＋ シリーズ
- 特単 スコア直結ボキャビル シリーズ
- 特単 TOEIC TEST模試対策 シリーズ
- 特単 中学生シリーズ
- 特単 高校受験単語
- 特単 大学受験 シリーズ
- 特単 英検対策 シリーズ
- 特単 ONLINE 時事英語
- 特単 地球の歩き方 シリーズ

## 登場キャラクター

### 主要キャラクター
- 主人公（自称:さすらいのガンマン）　声 - 鈴木英一郎（特打・特単シリーズ）
- クイック・タッチ・タイプス（酒場の親父）　声 - 清川元夢
- ダン・ディーノ　声 - 石塚運昇
- シンディ　声 - 島津冴子、三石琴乃（特打式シリーズ初代）、深見梨加（特打式シリーズ二代目）

### その他のキャラクター
- トム・ランドナー　声 - 塩沢兼人、古川登志夫（二代目）
- ベンジャミン三兄弟　声 - 中尾隆聖
- デビッド・オズマン　声 - 秋元羊介
- ゴンドラ・リー　声 - 若本規夫
- 早撃ちブラボー　声 - 岩田光央
- タッチ・タイプス・ジュニア（親父の孫）　声 - くまいもとこ
- ブラッド・ビースト（ブラック一族のボス）　声 - 大平透
- モジモジ　声 - 杉山佳寿子